# نبلاء أيرلندا

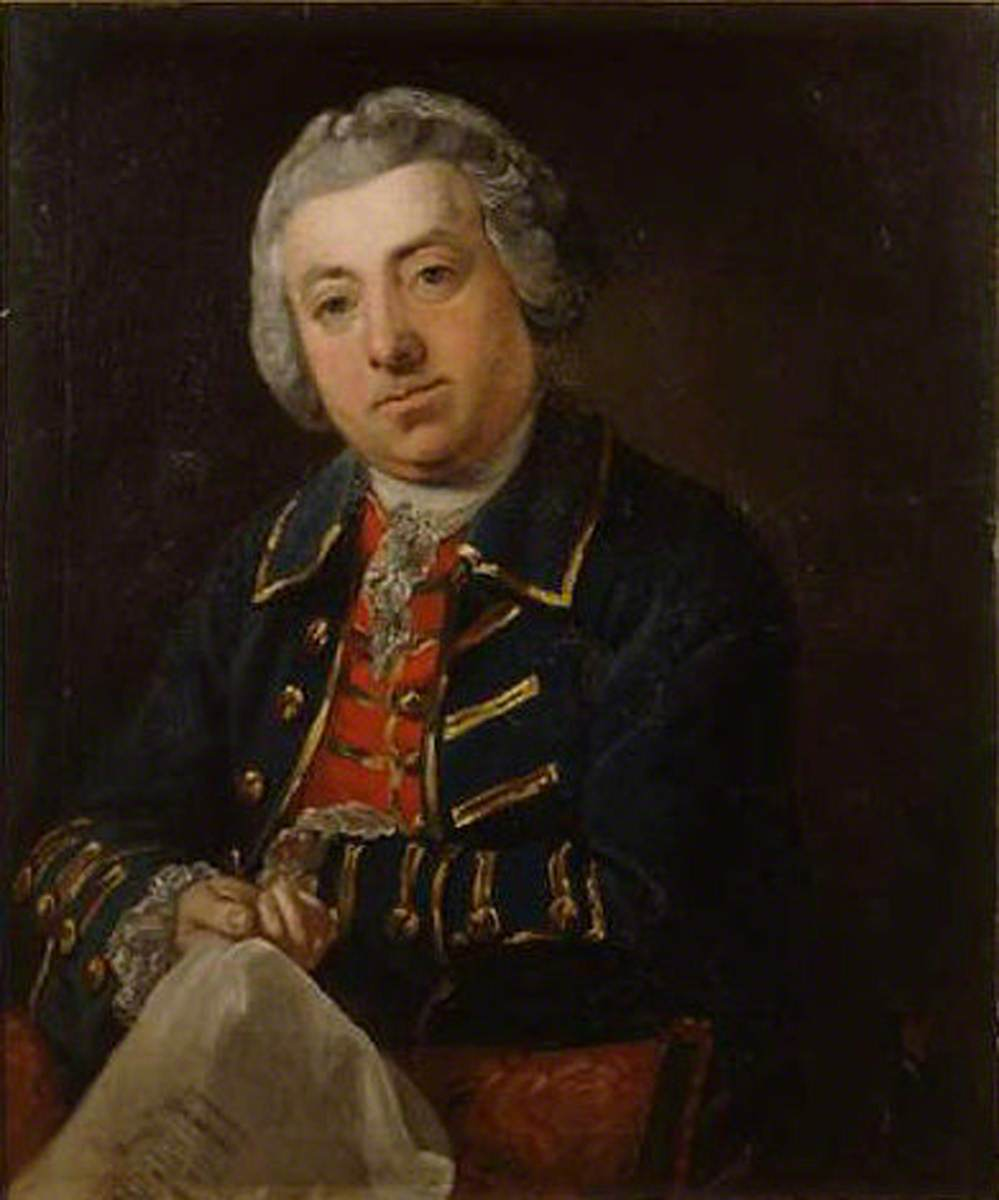
صورة لبرنارد وارد، الفيكونت الأول لبانجور (1719-1781)، نبيل أيرلندي.

نبلاء أيرلندا (بالإنجليزية: Peerage of Ireland)‏ هو المصطلح الذي يطلق على أولئك النبلاء الذين يتم منحهم هذا اللقب من الملوك البريطانيين بصفتهم لورد أو ملك أيرلندا.
انتهت هذه العادة مع تكوين دولة إيرلندا الحرة في 1922.